# Зизи Папачариси
Зизи Папачариси е гръцко-американски писател и изследовател на комуникациите. Тя е професор и ръководител на катедрата по комуникации в Университета на Илинойс в Чикаго и редактор на списанията Journal of Broadcasting & Electronic Media и Social Media and Society. 

## Биография
Папачариси е родена и израснала в Солун и завършва през 1991 г. Тя получава двойна бакалавърска степен по икономика и медийни изследвания от през 1995 г.; магистърска степен по комуникационни изследвания през 1997 г.; и доктор на науките в нови медии и политическа комуникация от Тексаския университет в Остин през 2000 г.

## Изследвания
Работата на Папахариси се фокусира върху социалните и политически последици от новите медийни технологии. Публикувала е четири книги и над 50 статии. В „Частна сфера“ (Polity 2010) тя твърди, че цифровите технологии променят мястото на гражданска ангажираност. Тя доразвива тази теза в книгата си „ Афективни публики: настроения, технологии и политика “ (Oxford University 2014), като твърди, че социалните движения, поддържани от дигиталните медии, не трябва да се определят от тяхната политическа ефективност, а по-скоро от тяхната афективност, интензитети или как те помагат на публиката да „почувства своя път“ в конкретно събитие или проблем. 
В годините Папачариси е консултант на Apple, Microsoft и предизборната кампания на Обама през 2012 г. 